# Тютюнов, Николай Александрович
Никола́й Алекса́ндрович Тютю́нов (28 ноября 1833—25 октября 1916) — русский архитектор, один из основателей Московского архитектурного общества.

## Биография
Окончил Московское дворцовое архитектурное училище. В 1857 году получил от Императорской Академии художеств звание классного художника архитектуры. В 1867 году выступил одним из учредителей Московского архитектурного общества. Состоял архитектором Воспитательного дома, в 1877 году был назначен членом Строительного комитета IV отделения собственной его величества канцелярии. В 1879—1886 годах служил московским участковым архитектором. В 1889 году стал архитектором Ремесленной богадельни и Александровского военного училища. В 1892 году состоял архитектором Московского отделения Варшавского страхового от огня общества.

## Проекты и постройки
- Ограда с воротами городской усадьбы Долгоруковых (1875, Москва, Малый Знаменский переулок, 3/5, стр. 2);
- Здание Московской 1-й женской гимназии Ведомства учреждений императрицы Марии Фёдоровны (1874—1878, Москва, Страстной бульвар, 5);
- Здание гимназии (1879, Москва, Путинковский переулок, 1);
- Детская больница святого Владимира, совместно с Р. А. Гёдике (1880-е, Москва, Рубцовско-Дворцовая улица, 1/3);
- Доходный дом (1897, Москва, Сущёвская улица, 18);
- Дом доходный Чижевского подворья (1898, Москва, Богоявленский переулок, 1/8, стр. 4);
- Доходный дом, совместно с Ф. Ф. Воскресенским (1890-е, Москва, улица Щепкина, 32, стр. 1);
- Ограда владения (1900, Москва, Воротниковский переулок, 10);
- Церковь Петра, митрополита Московского (1903—1905, п. Авсюнино, Московская область), руинирована[2];
- Перестройка доходного дома (1910, Москва, Малый Николопесковский переулок, 8);
- Южный придел Спасской церкви (1911, с. Ильинское, Московская область);
- Доходный дом (1913, Москва, улица Образцова, 13).